# Viggo Berner Nielsen
Viggo Berner Nielsen (2. december 1889 i Svendborg – død 16. december 1966) var en dansk arkitekt, bror til billedhuggeren Kai Nielsen.
Han var søn af urmager Christen Nielsen og Anne Marie født Knudsen, blev uddannet på Teknisk Skole i Svendborg 1903-05 og på Det tekniske Selskabs Skole i København 1906-09 og blev murersvend 1908. Berner Nielsen var dernæst ansat hos J. Jespersen i Fredericia 1911-16, hos Oscar Gundlach-Pedersen 1916-18, hos Albert Oppenheim 1918-20 og hos Emanuel Monberg 1920-38. 1938 etablerede han egen tegnestue i København sammen med Henning Ortmann, og samarbejdet varede til 1958, hvor vi sidste gang hører om Berner Nielsen. Hans dødsår er uoplyst. Han besøgte Stockholm og Göteborg 1938 og 1940 og Amsterdam og Rotterdam 1939. 
V. Berner Nielsen og Henning Ortmann er bedst kendt for deres ombygning af Havemanns Magasin i et funktionalistisk formsprog og med benyttelse af jernbeton, glas, chamottefliser og neonskilte. Senere var de især aktive som arkitekter for boligforeningen AKB.
Han blev gift 26. april 1916 i Egeskov Kirke ved Fredericia med Jørgine Marie Andresen (6. juli 1893 i Fredericia – ?), datter af kioskejer Jørgen Andresen og Marie Sørensen. I 1918 fik de datteren, arkitekt og senere programmedarbejder ved Danmarks Radio, Gytte Rue, født Berner Nielsen (4. april 1918 – 9. december 1993).

## Værker
- Havemanns Magasin, København (1940)
- Bispevænget, København (1943)
- Engholmen (th.), København (1949)

Enfamiliehuse:
- Ørnekulsvej 12, Ordrup (1930-32, præmieret af Gentofte Kommune)
- Roskildevej 81, Frederiksberg (1933)
- Dronningemarken 14, Gentofte (1936)
- Dyrehavevej 22, Klampenborg (1936)

Erhvervsbyggeri (alt sammen med Henning Ortmann):
- Ombygning og udbygning af Havemanns Magasin, nu Føtex, Vesterbrogade 74-76, København (1938-40, præmieret af Københavns Kommune 1941)
- Laboratorie- og folkebygninger for Øresund's chemiske Fabriker, Strandboulevarden 84, København (1938, nedrevet 1992)
- Ombygning af landstedet Folebakken, Vedbæk (1939)
- Fabrik for A/S Vesta, Vojensvej 11-19, København (1942)
- Skovlund ved Tikøb

Boligbebyggelser i København (alt sammen med Henning Ortmann):
- Bispevænget for AKB, Tagensvej/Hovmestervej (1938-43, sammen med Emanuel Monberg)
- Blok 15 og 16, P. Knudsens Gade/Hørdumsgade, Sydhavnen (1943-47)
- Institutionen Børnegården Frederiksholm, P. Knudsens Gade (1947, præmieret af Københavns Kommune 1949)
- Højhus, butikscenter og børneinstitution i Fortunbyen for AKB, Kongens Lyngby (1949-51)[2]
- Engholmen, aldersrenteboliger for Københavns Kommune, Engholmen 4-64, Mozarts Plads 2 og Straussvej 22-26 (1946-49, præmieret af Københavns Kommune 1951)
- Kontorbygning og beboelse, Degnemose Allé, Brønshøj (1955)

### Konkurrencer
- Arbejdernes Forsamlingshus ved Gammel Kongevej (1937, 1. præmie sammen med Emanuel Monberg og Henning Ortmann)
- Arbejdernes Landsbank (1938)
- Arbejdernes Forsamlingshus ved Rømersgade/Linnésgade (1941)
- Folkets Hus, Enghavevej (1943)